# رسم العبد مسطاحة
رسم العبد مسطاحة قرية سوريّة تتبع إداريّاً لمحافظة حلب منطقة منبج ناحية خفسة، بلغ تعداد سكانها (1,263) نسمة حسب التعداد السكاني لعام 2004.